# Equazione diofantea lineare
Un'equazione diofantea lineare è un'equazione diofantea in cui le relazioni tra le variabili sono di tipo lineare.

## Equazione diofantea lineare in due variabili

### Criterio di risolubilità
Prima di esaminare alcuni metodi di risoluzione delle equazioni diofantee lineari, vediamo un criterio per la loro risolubilità.
Teorema
Siano {\displaystyle a}, {\displaystyle b}, {\displaystyle c} numeri interi.
L'equazione {\displaystyle ax+by=c} ha soluzioni intere se e solo se {\displaystyle c} è divisibile per il massimo comun divisore di {\displaystyle a} e {\displaystyle b}, cioè se e solo se {\displaystyle \operatorname {MCD} \left(a,b\right)\mid c}.
Dimostrazione
Sia {\displaystyle d:=\operatorname {MCD} (a,b)} e ricordiamo che l'identità di Bézout afferma che esistono due numeri interi {\displaystyle x_{0}} e {\displaystyle y_{0}} tali che
{\displaystyle ax_{0}+by_{0}=d}.
Supponiamo che {\displaystyle d} divida {\displaystyle c}.
Moltiplichiamo entrambi i membri dell'equazione per il numero intero {\displaystyle {\tfrac {c}{d}}} ed otteniamo
{\displaystyle a\left({\frac {c}{d}}\,x_{0}\right)+b\left({\frac {c}{d}}\,y_{0}\right)={\frac {c}{d}}\,d=c;}
se ne conclude che la coppia {\displaystyle \left({\tfrac {c}{d}}\,x_{0},{\tfrac {c}{d}}\,y_{0}\right)} è soluzione dell'equazione diofantea.
Supponiamo viceversa che l'equazione possegga una soluzione data dalla coppia {\displaystyle \left(x_{1},y_{1}\right)}. L'espressione {\displaystyle ax_{1}+by_{1}} è una combinazione lineare di interi divisibili per {\displaystyle d} e quindi fornisce un intero, uguale a {\displaystyle c}, divisibile per tale intero. (c.v.d.)

### Riducibilità ai coefficienti coprimi
Ogni equazione diofantea risolubile, che scriviamo {\displaystyle ax+by=c}, si può ridurre ad un'equazione diofantea della forma {\displaystyle {\tilde {a}}x+{\tilde {b}}y={\tilde {c}}}
avente i coefficienti coprimi.
Abbiamo infatti che, se poniamo:{\displaystyle d:=\operatorname {MCD} (a,b),\,{\tilde {a}}:=a/d,\,{\tilde {b}}:=b/d}
otteniamo
{\displaystyle (d{\tilde {a}})x+(d{\tilde {b}})y=c}
{\displaystyle d({\tilde {a}}x+{\tilde {b}}y)=c}
{\displaystyle {\tilde {a}}x+{\tilde {b}}y={\frac {c}{d}}=:{\tilde {c}}}
in cui {\displaystyle \operatorname {MCD} ({\tilde {a}},{\tilde {b}})=1}.

### Risoluzione con l'algoritmo di Euclide
Vediamo ora un metodo risolutivo che si basa sull'algoritmo di Euclide per la ricerca del massimo comun divisore fra due o più numeri interi.
Procediamo per gradi e prima di risolvere l'equazione "ridotta" {\displaystyle ax+by=c} con {\displaystyle \operatorname {MCD} (a,b)=1}, occupiamoci della risoluzione dell'equazione "particolare" {\displaystyle ax+by=1}.
Possiamo supporre che {\displaystyle a} sia maggiore di {\displaystyle b} e implementiamo l'algoritmo di Euclide. Poniamo {\displaystyle a=r_{1}} e {\displaystyle b=r_{2}}:
{\displaystyle r_{1}=q_{1}r_{2}+r_{3}} con {\displaystyle 0<r_{3}<r_{2}}
{\displaystyle r_{2}=q_{2}r_{3}+r_{4}} con {\displaystyle 0<r_{4}<r_{3}}
{\displaystyle \cdots \cdots \cdots \cdots \cdots }
{\displaystyle r_{n-4}=q_{n-4}r_{n-3}+r_{n-2}} con {\displaystyle 0<r_{n-2}<r_{n-3}}
{\displaystyle r_{n-3}=q_{n-3}r_{n-2}+r_{n-1}} con {\displaystyle 0<r_{n-1}<r_{n-2}}
{\displaystyle r_{n-2}=q_{n-2}r_{n-1}+1}.
L'ultimo resto è {\displaystyle 1} in accordo con il fatto che {\displaystyle a} e {\displaystyle b} sono primi fra loro. Dobbiamo ora ottenere una rappresentazione di {\displaystyle ax+by=1} tramite un processo che deriva dall'algoritmo. Iniziamo dal fondo e scriviamo {\displaystyle 1} come combinazione lineare di {\displaystyle r_{n-1}} e {\displaystyle r_{n-2}}
{\displaystyle 1=r_{n-2}-q_{n-2}r_{n-1}}.
La penultima equazione {\displaystyle r_{n-3}=q_{n-3}r_{n-2}+r_{n-1}} è equivalente a
{\displaystyle r_{n-1}=r_{n-3}-q_{n-3}r_{n-2}},
e, sostituendo la penultima nell'ultima, otteniamo
{\displaystyle 1=r_{n-2}-q_{n-2}r_{n-1}=r_{n-2}-q_{n-2}(r_{n-3}-q_{n-3}r_{n-2})=-q_{n-2}r_{n-3}+(1+q_{n-2}q_{n-3})r_{n-2}}.
Abbiamo così ottenuto {\displaystyle 1} come combinazione lineare di {\displaystyle r_{n-3}} e di {\displaystyle r_{n-2}}.
Dalla terz'ultima equazione {\displaystyle r_{n-4}=q_{n-4}r_{n-3}+r_{n-2}} abbiamo che
{\displaystyle r_{n-2}=r_{n-4}-q_{n-4}r_{n-3}}
e, analogamente a quanto fatto in precedenza, otteniamo {\displaystyle 1} come combinazione lineare di {\displaystyle r_{n-4}} e di {\displaystyle r_{n-3}}.
Il processo continua fino a quando si arriva ad avere {\displaystyle 1} come combinazione lineare di {\displaystyle r_{1}=a} e di {\displaystyle r_{2}=b}. I coefficienti della combinazione lineare, che indichiamo con {\displaystyle ~x_{0}~} e {\displaystyle ~y_{0}~}, costituiscono una soluzione dell'equazione
{\displaystyle ~ax+by=1~}.
Partiamo ora dall'uguaglianza che sappiamo essere vera {\displaystyle ~ax_{0}+by_{0}=1~} e moltiplichiamo entrambi i membri per {\displaystyle ~c~}
{\displaystyle ~c(ax_{0}+by_{0})=c\cdot 1}
{\displaystyle ~cax_{0}+cby_{0}=c~}
{\displaystyle ~a(cx_{0})+b(cy_{0})=c~}.
Questo equivale a dire che la coppia {\displaystyle ~(cx_{0},cy_{0})~} è soluzione dell'equazione {\displaystyle ~ax+by=c~}.
La soluzione trovata non è l'unica soluzione dell'equazione {\displaystyle ~ax+by=c~}. Infatti abbiamo
{\displaystyle ~ax+by=c~}
{\displaystyle ~ax+by=a(cx_{0})+b(cy_{0})~}
{\displaystyle ~a(x-cx_{0})=-b(y-cy_{0})~}.
Questa uguaglianza mostra che il prodotto {\displaystyle ~a(x-cx_{0})~} è divisibile per {\displaystyle ~b~}. Dal momento che {\displaystyle ~a~} e {\displaystyle ~b~} sono primi fra loro, possiamo concludere che {\displaystyle ~(x-cx_{0})~} è divisibile per {\displaystyle ~b~}, ovvero esiste un intero {\displaystyle ~t~} tale che
{\displaystyle ~x-cx_{0}=tb~}.
Sostituendo questa relazione nella precedente otteniamo:
{\displaystyle ~a(x-cx_{0})=-b(y-cy_{0})~}
{\displaystyle ~a(tb)=-b(y-cy_{0})~}
ovvero {\displaystyle ~y-cy_{0}=-ta~}.
In conclusione le soluzioni dell'equazione {\displaystyle ~ax+by=c~} sono date da
{\displaystyle \left\{{\begin{matrix}x=cx_{0}+tb\\\\y=cy_{0}-ta\\\end{matrix}}\right.}
con {\displaystyle ~t~} intero.

#### Esempio
Applichiamo il metodo descritto all'equazione {\displaystyle ~8x+5y=81~}. Consideriamo quindi l'equazione {\displaystyle ~8x+5y=1~} e implementiamo l'algoritmo di Euclide alla coppia {\displaystyle ~8~} e {\displaystyle ~5~}:
{\displaystyle 8~=~5\cdot 1+3}
{\displaystyle 5~=~3\cdot 1+2}
{\displaystyle 3~=~2\cdot 1+1\,.}
Riscriviamo le tre uguaglianze mettendo in evidenza i resti
{\displaystyle 3~=~8-5\cdot 1}
{\displaystyle 2~=~5-3\cdot 1}
{\displaystyle 1~=~3-2\cdot 1\,.}
Partiamo dall'ultima e sostituiamo a ritroso i valori:
{\displaystyle ~1=3-2=3-(5-3)=3-5+3=2\cdot 3-5=2\cdot (8-5)-5=2\cdot 8-2\cdot 5-5=2\cdot 8-3\cdot 5~}.
Quindi abbiamo {\displaystyle ~x=2~} e {\displaystyle ~y=-3~}.
Una volta trovata una soluzione dell'equazione {\displaystyle ~8x+5y=1~}, che indichiamo con {\displaystyle ~(x_{0},y_{0})~}, per ottenere una soluzione dell'equazione {\displaystyle ~8x+5y=81~} bastano tre moltiplicazioni per uno stesso fattore.
Moltiplicando per {\displaystyle ~81~} i due membri di {\displaystyle ~2\cdot 8-3\cdot 5=1~}, otteniamo che una soluzione dell'equazione {\displaystyle ~8x+5y=81~} è data dalla coppia {\displaystyle ~(2\cdot 81,-3\cdot 81)=(162,-243)~}.
La soluzione generale dell'equazione {\displaystyle ~8x+5y=81~} è data da
{\displaystyle \left\{{\begin{matrix}x=162-5t\\\\y=-243+8t\,.\\\end{matrix}}\right.}

### Risoluzione con le frazioni continue
Mostriamo ora come si possano usare le frazioni continue per risolvere l'equazione diofantea {\displaystyle ~ax+by=c~}.
Il nostro avvicinamento a questa meta avverrà gradualmente, attraverso facili passaggi, che culmineranno infine nel metodo per la risoluzione di ogni equazione risolubile della forma
{\displaystyle ~ax+by=c~}.

#### L'equazione indeterminataax-by=±1
Impariamo dapprima a risolvere l'equazione {\displaystyle ~ax-by=1~} con {\displaystyle ~\mathrm {MCD} (a,b)=1~}.
Teorema
L'equazione {\displaystyle ~ax-by=1~}, dove {\displaystyle ~a~} e {\displaystyle ~b~} sono interi positivi primi fra loro, ha infinite soluzioni intere {\displaystyle ~(x,y)~}.
Dimostrazione
Trasformiamo dapprima {\displaystyle {\frac {a}{b}}} in una frazione continua aritmetica limitata o semplice
{\displaystyle {\frac {a}{b}}=[\,a_{1};a_{2},\ldots ,a_{n-1},a_{n}\,]\,,}
e calcoliamo le ridotte {\displaystyle c_{1},c_{2},\ldots ,c_{n-1},c_{n}}.
Le ultime due
{\displaystyle c_{n-1}={\frac {p_{n-1}}{q_{n-1}}}\,,\ \ \ \ \ \ c_{n}={\frac {p_{n}}{q_{n}}}={\frac {a}{b}}\,,}
sono la chiave della soluzione. Queste infatti soddisfano la relazione fondamentale
{\displaystyle ~p_{n}q_{n-1}-p_{n-1}q_{n}=(-1)^{n}~}
e poiché {\displaystyle ~p_{n}=a~} e {\displaystyle ~q_{n}=b~}, si ha
{\displaystyle ~aq_{n-1}-bp_{n-1}=(-1)^{n}~}.
Se {\displaystyle ~n~} è pari, cioè se abbiamo un numero pari di quozienti parziali
{\displaystyle a_{1},a_{2},\ldots ,a_{n}}, {\displaystyle ~(-1)^{n}=1~} e l'ultima equazione scritta diventa
{\displaystyle ~aq_{n-1}-bp_{n-1}=1~}.
Confrontando questa con l'equazione data {\displaystyle ~ax-by=1~}, si vede che una
soluzione di questa è
{\displaystyle x_{0}=q_{n-1}\,,\ \ \ \ \ \ y_{0}=p_{n-1}}.
Questa, tuttavia, è una soluzione particolare e non la soluzione
generale. Indicheremo le soluzioni particolari con {\displaystyle ~(x_{0},y_{0})~}.
D'altra parte se {\displaystyle ~n~} è dispari così che {\displaystyle ~(-1)^{n}=-1~}, possiamo
modificare lo sviluppo
{\displaystyle {\frac {a}{b}}=[\,a_{1};a_{2},\ldots ,a_{n-1},a_{n}\,]}
sostituendo
{\displaystyle {\frac {1}{a_{n}}}} con {\displaystyle {\cfrac {1}{(a_{n}-1)+{\cfrac {1}{1}}}}} se {\displaystyle ~a_{n}>1~}
o sostituendo
{\displaystyle {\cfrac {1}{a_{n-1}+{\cfrac {1}{a_{n}}}}}} con {\displaystyle {\cfrac {1}{a_{n-1}+1}}} se {\displaystyle ~a_{n}=1~}.
Cioè, se lo sviluppo ha un numero dispari di quozienti parziali, si
può trasformare in {\displaystyle [\,a_{1};a_{2},\ldots ,a_{n-1},a_{n}-1,1\,]} se {\displaystyle ~a_{n}>1~} o in {\displaystyle [\,a_{1};a_{2},\ldots ,a_{n-1}+1\,]} se {\displaystyle ~a_{n}=1~}; in entrambi i casi il numero dei quozienti diviene pari.
Usando questa frazione continua, in entrambi i casi, ricalcoliamo
{\displaystyle {\frac {p_{n-1}}{q_{n-1}}}}, {\displaystyle {\frac {p_{n}}{q_{n}}}={\frac {a}{b}}} e l'equazione {\displaystyle ~aq_{n-1}-bp_{n-1}=1~} è di nuovo soddisfatta.
Come già visto nella sezione precedente la soluzione generale è
{\displaystyle \left\{{\begin{matrix}x=x_{0}+tb&&\\&&t=0,\pm 1,\pm 2,\pm 3,\ldots \,.\\y=y_{0}+ta&&\end{matrix}}\right.}
(c.v.d.)

#### Esempio
Trovare le soluzioni intere dell'equazione indeterminata
{\displaystyle ~205x-93y=1~}.
Qui gli interi {\displaystyle ~205=5\cdot 41~} e {\displaystyle ~93=3\cdot 31~} sono primi fra loro
e l'equazione ha soluzioni intere. 
La frazione continua corrispondente a {\displaystyle ~{\frac {205}{93}}~} cioè {\displaystyle [\,2;4,1,8,2\,]} ha un numero dispari di quozienti parziali, ma può essere sostituita da
{\displaystyle ~{\frac {205}{93}}=[\,2;4,1,8,1,1\,]~}, sviluppo equivalente con un numero pari
di quozienti.
Calcoliamone le ridotte.
{\displaystyle {\begin{matrix}i&-1&0&1&2&3&4&5&6\\a_{i}&&&2&4&1&8&1&1\\p_{i}&0&1&2&9&11&97&108&205\\q_{i}&1&0&1&4&5&44&49&93\\c_{i}&&&{\cfrac {2}{1}}&{\cfrac {9}{4}}&{\cfrac {11}{5}}&{\cfrac {97}{44}}&{\cfrac {108}{49}}&{\cfrac {205}{93}}\\\end{matrix}}}
Qui {\displaystyle ~n=6~},  {\displaystyle ~p_{n-1}=p_{5}=108=y_{0}~}, {\displaystyle ~q_{n-1}=q_{5}=49=x_{0}~}, e
quindi, per la
{\displaystyle \left\{{\begin{matrix}x=x_{0}+tb&&\\&&t=0,\pm 1,\pm 2,\pm 3,\ldots \,.\\y=y_{0}+ta&&\end{matrix}}\right.},
la soluzione generale dell'equazione è
{\displaystyle \left\{{\begin{matrix}x=x_{0}+tb=49+93t&&\\&&t=0,\pm 1,\pm 2,\pm 3,\ldots \,.\\y=y_{0}+ta=108+205t&&\end{matrix}}\right.}

#### Osservazione
Il metodo per risolvere l'equazione
{\displaystyle ~ax-by=-1~} con {\displaystyle ~\mathrm {MCD} (a,b)=1~}
è del tutto analogo a quello usato per risolvere l'equazione {\displaystyle ~ax-by=+1~} con {\displaystyle ~\mathrm {MCD} (a,b)=1~}.
Basta trasformare {\displaystyle ~{\frac {a}{b}}~} in una frazione continua aritmetica limitata
con un numero dispari di ridotte.

### La soluzione generale diax-by=ccon MCD(a,b)=1
Imparato a risolvere l'equazione
{\displaystyle ~ax-by=1~}
dove {\displaystyle ~a~} e {\displaystyle ~b~} sono interi primi fra loro, è facile risolvere
l'equazione
{\displaystyle ~ax-by=c~}
nella quale {\displaystyle ~c~} è intero. Come abbiamo già visto nei paragrafi precedenti la soluzione generale di {\displaystyle ~ax-by=c~} è
{\displaystyle \left\{{\begin{matrix}x=cx_{0}+bt&&\\&&t=0,\pm 1,\pm 2,\pm 3,\ldots \,.\\y=cy_{0}+at&&\end{matrix}}\right.}

### La soluzione generale diax+by=ccon MCD(a,b)=1
La discussione di questa equazione è simile, ad eccezione di alcune lievi
modifiche, a quella dell'equazione {\displaystyle ~ax-by=c~}. Sempre supponendo che
{\displaystyle ~a~} e {\displaystyle ~b~} siano interi positivi, troviamo dapprima una soluzione
particolare dell'equazione
{\displaystyle ~ax+by=c~} con {\displaystyle ~\mathrm {MCD} (a,b)=1~}.
Per fare ciò, sviluppiamo {\displaystyle ~{\frac {a}{b}}~} in frazione continua con un
numero pari di quozienti parziali.
Dalla tavola delle ridotte
prendiamo {\displaystyle ~p_{n-1}~} e {\displaystyle ~q_{n-1}~}. Allora vale
{\displaystyle ~aq_{n-1}-bp_{n-1}=1~},
come in precedenza.
L'artificio consiste ora nello scrivere l'equazione data nella forma
{\displaystyle ~ax+by=c\cdot 1=c(aq_{n-1}-bp_{n-1})~}.
Cambiamo l'ordine dei termini ed otteniamo
{\displaystyle ~a(cq_{n-1}-x)=b(y+cp_{n-1})~}.
Quindi {\displaystyle ~b~} divide la quantità che figura a sinistra; ma {\displaystyle ~\mathrm {MCD} (a,b)=1~} e quindi {\displaystyle ~b~}, che non ha divisori comuni con {\displaystyle ~a~} (salvo {\displaystyle ~1~}), deve dividere {\displaystyle ~cq_{n-1}-x~} che equivale a dire che esiste un intero {\displaystyle ~t~} tale che
{\displaystyle ~cq_{n-1}-x=tb~}
o anche che
{\displaystyle ~x=cq_{n-1}-tb~}.
Sostituendo si ottiene
{\displaystyle ~a(tb)=b(y+cp_{n-1})~}
la quale, risolta nella variabile {\displaystyle ~y~}, dà
{\displaystyle ~y=at-cp_{n-1}~}.
Viceversa, qualunque sia l'intero {\displaystyle ~t~}, sostituendo in {\displaystyle ~ax+by~} si ha
{\displaystyle ~ax+by=a(cq_{n-1}-tb)+b(at-cp_{n-1})=c(aq_{n-1}-bp_{n-1})=c\cdot 1=c~}
e l'equazione {\displaystyle ~ax+by=c~} è soddisfatta.
Quindi la sua soluzione generale è
{\displaystyle \left\{{\begin{matrix}x=cq_{n-1}-tb&&\\&&t=0,\pm 1,\pm 2,\pm 3,\ldots \,.\\y=-cp_{n-1}+at&&\end{matrix}}\right.}

#### Esempio
Risolviamo ora con le frazioni continue l'equazione diofantea {\displaystyle ~8x+5y=81~}. Sviluppiamo {\displaystyle ~{\frac {8}{5}}~} in frazione continua, ottenendo
{\displaystyle ~{\frac {8}{5}}=1+{\frac {3}{5}}=1+{\cfrac {1}{\cfrac {5}{3}}}=1+{\cfrac {1}{1+{\cfrac {2}{3}}}}=1+{\cfrac {1}{1+{\cfrac {1}{\cfrac {3}{2}}}}}=1+{\cfrac {1}{1+{\cfrac {1}{1+{\cfrac {1}{2}}}}}}~}
Quindi
{\displaystyle ~{\frac {8}{5}}=[1;1,1,2]~}.
La frazione ha un numero pari di coefficienti parziali, quindi non dobbiamo modificarla.
Le ridotte della frazione continua sono:
{\displaystyle ~1\,,2\,,{\frac {3}{2}}\,,{\frac {8}{5}}~}.
In conclusione la soluzione generale dell'equazione diofantea {\displaystyle ~8x+5y=81~} è data da
{\displaystyle \left\{{\begin{matrix}x=81\cdot 2-5t=162-5t&&\\&&t=0,\pm 1,\pm 2,\pm 3,\ldots \,.\\y=-81\cdot 3+8t=-243+8t&&\end{matrix}}\right.}.